# Enrico Ruggeri
Enrico Ruggeri (Milano, 5 giugno 1957) è un cantautore, conduttore radiofonico, conduttore televisivo e scrittore italiano.
Ha vinto due volte il Festival di Sanremo, la prima nel 1987 con la canzone Si può dare di più insieme a Gianni Morandi e Umberto Tozzi, la seconda nel 1993 con la canzone Mistero.

## Biografia

### Gli inizi (1972-1983)
(Il lavaggio del cervello - Enrico Ruggeri)

Ruggeri nel 1977 in concerto con i Decibel

Le prime esperienze musicali di Ruggeri risalgono al 1972 quando, studente quindicenne del liceo classico Giovanni Berchet di Milano durante gli anni della contestazione studentesca, inizia a suonare in cantina con gli amici e fonda il suo primo gruppo, gli Josafat, che nel 1974, con l'ingresso di Silvio Capeccia, si trasformano in Champagne Molotov (nome che ricorrerà spesso nella prima parte della carriera solista del cantautore).
Nel 1977 dalla fusione dei Champagne Molotov con il gruppo Trifoglio, nascono i Decibel, con cui incide nel 1978 il primo album Punk, pubblicato per la Spaghetti Records, che si dimostra un insuccesso (poche centinaia di copie vendute). Dopo il singolo Indigestione disko e il ritorno di Silvio Capeccia alle tastiere, il gruppo si allontana dalle sonorità punk arrivando al successo con la partecipazione al Festival di Sanremo 1980 con il brano Contessa (musica di Fulvio Muzio, testo di Ruggeri). In primavera, esaurito lo slancio del 45 giri Contessa, fu la volta dell'LP Vivo da re (40 000 copie vendute, il più grande successo del gruppo, riedito nel 1986 con il nome di Decibel) prodotto da Shel Shapiro, la cui title track prende parte al Festivalbar di quell'anno, dove si classifica al 4º posto e subito dopo i Decibel partono con il conseguente tour promozionale presso le centinaia di radio e TV libere che si dividevano l'etere in quel periodo. Vennero poi le tradizionali manifestazioni estive come il Cantagiro e Un disco per l'estate. La tournée estiva terminò con una serata nello Stadio di San Siro, davanti a un pubblico di 50.000 spettatori.
Nel 1981 Enrico Ruggeri, a seguito della rottura tra i tre soci della Spaghetti, Crippa, Colombini e Shapiro, si schiera con Crippa, al contrario degli altri componenti dei Decibel, e quindi intraprende la propria carriera solista prodotto da quello che diventerà il suo produttore storico, Silvio Crippa, e avviando la pluridecennale collaborazione con il chitarrista Luigi Schiavone. Ne scaturisce l'album Champagne Molotov per la casa discografica SIF che non ottiene il successo sperato anche a causa di problemi legali con la "Spaghetti Records" sul precedente contratto e sui dissapori con i suoi ex componenti. In questo periodo Ruggeri lavora anche come autore di alcuni cantanti pop come Diana Est scrivendo per lei i testi delle canzoni dei primi due singoli Tenax, del 1982 e Le Louvre del 1983 che fu un successo importante nelle discoteche e nelle vendite, diventando un inno dei giovani discotecari del 1983. Tra gli altri autori pop con cui Ruggeri lavora troviamo Den Harrow, Jock Hattle e Albert One.
Studente in Giurisprudenza, nel frattempo insegna come supplente di italiano e latino presso la scuola media Tito Livio a Milano.
Grazie all'album Polvere (1983) e la single-track omonima, Enrico ottiene un buon successo, coronato dal secondo posto al Festivalbar della title track, che partecipa anche alla gara canora Azzurro. Il brano Il mare d'inverno (scritto dopo una delusione sentimentale e ispirato dalla città marchigiana di Marotta in provincia di Pesaro-Urbino, dove ha trascorso con la madre e le zie le sue vacanze da adolescente, tornandoci anche in seguito), che inciderà soltanto l'anno seguente, è affidato a Loredana Bertè e lo impone come autore di eccellenza, aprendo i suoi orizzonti artistici verso il genere cantautorale, pur senza rinnegare la matrice rock.

### Il consolidamento del successo (1984-1989)
(Nuovo swing - Enrico Ruggeri)
Nel 1984 Ruggeri torna al Festival di Sanremo con un altro successo, Nuovo swing, che segna la svolta verso lo stile degli chansonnier francesi. Segue l'album Presente, che mescola nuovi brani a esecuzioni dal vivo, tra cui una reinterpretazione di Vecchio frack di Domenico Modugno, che è anche in gara nel Festivalbar 1984. Nella stessa edizione sanremese, Ruggeri produce il gruppo emergente dei Canton, scrivendo per loro Sonnambulismo, che si classificò a 4º posto tra i giovani di quell'anno e fu anche incisa in inglese.
Nel 1985, dopo un tour e un singolo con Mimmo Locasciulli intitolato "Confusi in un playback", Ruggeri conosce una stagione di prolifica ispirazione che lo vede pubblicare tre lavori nel giro di diciotto mesi, album che ne sanciscono definitivamente l'ingresso nel novero dei cantautori italiani più apprezzati. Nello stesso anno partecipa ottenendo un ottimo successo al Festivalbar 1985 con il singolo Poco più di niente, che si classifica secondo. Tutto scorre (che tutt'oggi il cantautore definisce il suo album più completo), l'EP Difesa francese ed Enrico VIII, quest'ultimo il primo a fare il suo ingresso nella Top 20: inoltre al Festival di Sanremo 1986 ottiene il premio della critica per Rien ne va plus, canzone in ritmo ternario con accompagnamento di fisarmonica. Inizialmente Ruggeri avrebbe voluto proporre al Festival di Sanremo la canzone Dalla vita in giù, contenuta nello stesso album, ma poi il testo fu ritenuto troppo ardito per il palco di Sanremo, e insieme al suo entourage optò per presentare Rien ne va plus.
Ruggeri diventa uno degli autori più ricercati da numerosi interpreti, tra cui Gianni Morandi (Canta ancora per me, Anna e il freddo che ha), Fiorella Mannoia (Quello che le donne non dicono, I dubbi dell'amore, I miei amici stanno al bar, La vita che vuoi, Il tempo non torna più, La lettera che non scriverò mai, La giostra della memoria, Le canzoni, Ascolta l'infinito, Inevitabilmente (Lettera dal carcere), L'altra madre, Non voglio crescere più), Loredana Bertè (Il testimone, Il mare d'inverno, La donna della sera, Savoir faire, Non finirà, La curiosità), Anna Oxa (Colpo di fulmine), Fiordaliso (No more). Enrico VIII ottiene il disco d'oro.

#### Si può dare di più (1987)
Nel 1987 Enrico Ruggeri si ripresenta a Sanremo con Gianni Morandi e Umberto Tozzi (sodalizio nato nell'ambito del progetto benefico della Nazionale italiana cantanti). Il loro brano Si può dare di più vince la manifestazione. Segue un'ambiziosa tournée nei teatri italiani con l'orchestra filarmonica di Alessandria e la stessa sua band di fiducia, di cui resterà testimonianza nel doppio live Vai Rrouge!, un live che in poco tempo raggiunge vendite da disco di platino.
Sempre in quell'anno è premio della critica a Sanremo Quello che le donne non dicono cantata da Fiorella Mannoia, la cui musica è di Luigi Schiavone, che saprà firmare molti altri successi tra i più acclamati di Ruggeri.

Ruggeri durante il Peter Pan Tour nel 1992

Nel 1988 realizza l'album La parola ai testimoni, utilizzando piattaforme digitali e strumenti elettronici, ottenendo un discreto riscontro. L'anno seguente è la volta di Contatti, che presenta tre inediti e la coeva Il funambolo (scritta insieme a Riccardo Cocciante), orchestrati dalla filarmonica di Mosca, insieme a cover di altri cantautori italiani: Ivano Fossati, Lucio Dalla, Francesco Guccini, Sergio Endrigo, Lucio Battisti, Francesco De Gregori e gli Alunni del Sole.

### Ritorno al rock e i massimi successi (1990-1993)
(Mistero - Enrico Ruggeri)
Ruggeri svolta nuovamente verso sonorità più vicine al rock e sale verso i livelli di vendita più alti della carriera, grazie anche ai singoli Ti avrò e Punk (prima di te). A seguito di un tour in Unione Sovietica, poco prima dell'estate 1990, pubblica l'album "Il Falco e il Gabbiano" che si aggiudica il doppio disco di platino. Il dualismo antitetico tra i due volatili, oltre a costituire un vero e proprio logo, rappresenterà a chiare lettere la duplice identità artistica, della quale andrà fiero a dispetto di alcune critiche che gli verranno mosse da chi non condividerà il suo seguire due generi così contrastanti tra loro (il rock sanguigno di ispirazione punk, e la canzone d'autore intimista di scuola francese).
Segue, l'anno dopo, il suo album di maggior successo, Peter Pan: 400 000 copie vendute in pochi mesi e ben quattro dischi di platino. Il 23 novembre 1991 il singolo Peter Pan sale al secondo posto, subito dopo Black or White di Michael Jackson. Il 18 gennaio, dopo due mesi e mezzo, il singolo lascia la top ten. Sull'onda del trionfo del disco l'anno seguente Enrico è protagonista di un fortunatissimo tour di oltre cento concerti. Sempre nel 1992 viene pubblicata "Beneficio d'inventario", la sua prima biografia ufficiale, scritta dai giornalisti Donal Cantonetti e Lucio Mazzi.
Al culmine del successo, nel 1993, Ruggeri conquista per la seconda volta il Festival di Sanremo con il brano rock Mistero, da lui stesso considerato troppo di genere per ambire a una vittoria scontata. A esso segue l'album La giostra della memoria, che è tra i primi a sperimentare la formula dell'album misto di vecchi brani, inediti, interpretazioni di brani scritti per altri ed esecuzioni live, tra cui alcune di queste inedite. Nello stesso anno partecipa all'Eurovision Song Contest con il brano Sole d'Europa, classificandosi al 12º posto. Partecipa al 33º Zecchino d'Oro scrivendo il testo della canzone "La canzone dei colori".

### Passaggio al Rock progressivo (1994-2000)
(Ulisse - Enrico Ruggeri)
Nel 1994 esce l'album Oggetti smarriti, che risente nei testi e nelle atmosfere della fine dell'unione con la moglie Laura Ferrato (sposata nel 1986). L'album segna una certa evoluzione musicale.
Nel 1996 la crisi nei rapporti con la casa discografica CGD (passata da qualche anno sotto il controllo della statunitense Warner) determina l'insuccesso dell'ambizioso concept album Fango e stelle. Lo stesso album è stato presentato al Festival di Sanremo 1996, a cui Ruggeri prende parte in extremis sostituendo Ornella Vanoni, e classificandosi al quindicesimo posto con la canzone L'amore è un attimo (musiche di Schiavone, testo di Ruggeri). Sempre nel 1996 festeggia il 6 febbraio i tre milioni di dischi venduti nella sua carriera. In estate suona all'Hammersmith di Londra e a San Paolo del Brasile dinanzi a 50.000 spettatori. Proprio a Sanremo, come cantante, compare Andrea Mirò (al secolo Roberta Mogliotti), già in gara a Sanremo nelle edizioni 1987 e 1988, che sarà la sua futura compagna di vita: inizia così un percorso musicale collaborando alla stesura dei pezzi e degli arrangiamenti delle canzoni future di Enrico, fino a dirigere l'orchestra nell'edizione del 2002, quando presenterà Primavera a Sarajevo.
Nel 1997, passato alla casa discografica PDU, incide Domani è un altro giorno. L'album guarderà anche al mercato estero inaugurando la serie di album in lingua spagnola, pubblicati a breve distanza. L'album diventa doppio disco di platino. In questa occasione il titolo La gente con alma, si rifarà alla canzone La gente di cuore che nella versione italiana è cantata insieme a Marco Masini. Nel 1999 esce L'isola dei tesori, composto in prevalenza da brani scritti in passato per altri interpreti e gruppi, alcuni con la partecipazione degli stessi artisti. Come bonus track figura anche La chanson de Mimie, versione francese de La poesia, che è stata scritta in occasione della partecipazione suo malgrado a Scherzi a parte, dove era stato "accusato" di avere copiato un brano francese, di sana pianta, con tanto di intervento accusatorio del Gabibbo. Ruggeri, apprezzando la burla, ha deciso poi di inciderla, usando la base originale.
Nel 2000 Ruggeri passa alla SONY-BMG. Esce L'uomo che vola, album di stampo progressive che rappresenta la summa dello stile intrapreso dal cantautore da Oggetti Smarriti. Il brano Gimondi e il cannibale sarà usato come sigla dalla Rai per l'83º Giro d'Italia.

### Gli anni della maturità (2001-2011)
(Primavera a Sarajevo - Enrico Ruggeri)
Il 2001 è l'anno delle reinterpretazioni in stile acoustic del doppio live La vie en Rouge dove il cantautore ripercorre la sua carriera dando una nuova veste folk alle sue canzoni.
Nel 2002 Ruggeri partecipa con la ballata Primavera a Sarajevo al festival di Sanremo: Andrea Mirò vi figura come autrice e direttrice d'orchestra. Il brano si ispira alla guerra in Bosnia ed Erzegovina degli anni precedenti, riprendendo anche le sonorità di quelle regioni. L'anno successivo, duettando con Andrea Mirò, è ancora a Sanremo con Nessuno tocchi Caino, canzone contro la pena di morte, scritta dopo l'adesione all'omonima associazione, dove Ruggeri canta i pensieri del boia alle prese con ciò che per lui è solo il suo mestiere, mentre la Mirò dà voce al condannato che spera in un atto di clemenza. Dopo essersi classificato rispettivamente al quinto e quarto posto con le due canzoni presentate in successione al Festival, il cantautore pubblica Gli occhi del musicista, album segnato da sonorità prettamente folk.

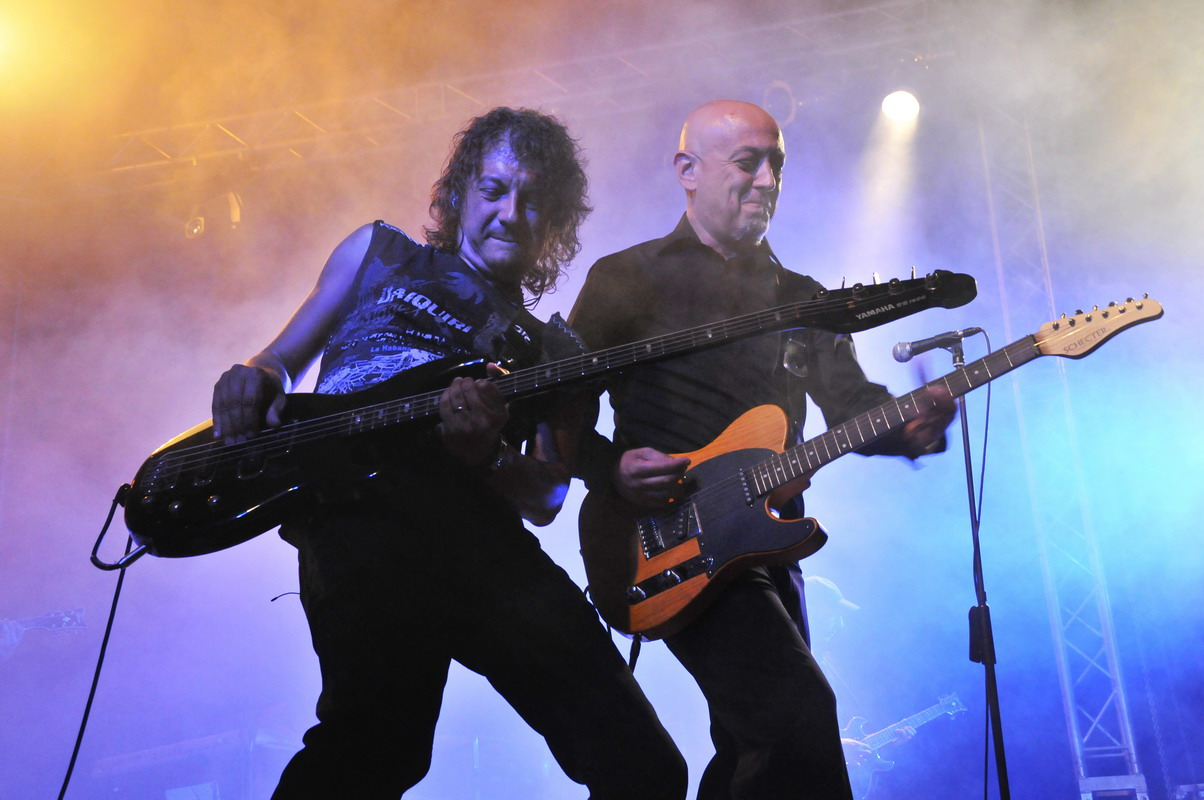
Ruggeri e il bassista Fabrizio Palermo in concerto nel 2007

Nel 2004, in Punk prima di te, reincide i sei ottavi del primo album dei Decibel insieme a cover di brani punk anni settanta dei Clash, David Bowie, Lou Reed, Sex Pistols e Ramones. Le cover escono anche in un CD intitolato Rock'n'Rouge, allegato alla rivista Rockstar. Sempre nel 2004 esce il suo primo doppio DVD dal vivo, Ulisse, per la Sony Music.
Nel 2005 pubblica Amore e guerra mentre l'anno successivo esce la raccolta Cuore, muscoli e cervello, triplo cofanetto anch'esso diviso tra materiale edito e inedito, dove Ruggeri tenta di suddividere la sua opera nelle tre categorie che ne compongono il titolo. Di questo triplo cd uscirà anche una versione compatta in un disco unico. In corrispondenza del Natale 2007 esce un nuovo disco di cover natalizie dove Ruggeri reinterpreta in chiave rock classici quali White Christmas, Jingle Bells e altri.
Nel 2008 esce un nuovo disco di inediti, Rock Show, dove Ruggeri torna al rock e parla in prima persona delle esperienze di cantautore sulla strada da ormai 30 anni.
Il 30 gennaio 2009 è uscito il lavoro dal titolo All in - L'ultima follia di Enrico Ruggeri, un triplo CD di brani inediti, tra i quali c'è anche il brano Incontri (Dimmi quand'è) che ha dato vita al jingle pubblicitario dell'Amaro Averna.
Nell'aprile 2009 ha partecipato all'incisione del brano Domani 21/04.2009 di Mauro Pagani, i cui proventi sono stati devoluti alle popolazioni colpite dal terremoto dell'Aquila. Sempre nel 2009 ha cantato nell'album di Claudio Baglioni "Q.P.G.A." nel brano Lungo il viaggio, che è il titolo originale della canzone meglio conosciuta con il titolo di In viaggio.
Ruggeri torna a partecipare al Festival di Sanremo nel 2010 nella sezione "Artisti" con il brano La notte delle fate. Contemporaneamente esce il suo album intitolato La ruota, contenente la canzone in gara a cui segue un fortunato tour teatrale.
Si è riunito per un solo live con gli Champagne Molotov il 1º aprile 2011.

### L'incontro con il panorama Indie e il concept album:Frankenstein(2012-2015)
(Frankenstein - Enrico Ruggeri)
Nel gennaio 2012 esce il CD Le canzoni ai testimoni dove i successi di Ruggeri vengono rivisitati da alcuni fra i più importanti nomi della scena "indie-alternativa" italiana, fra gli altri Bugo, Dente, Serpenti, L'Aura, Rezophonic, Marta sui Tubi, Africa Unite, Boosta e Linea 77. Ruggeri ha lasciato l'iniziativa ai vari artisti di trovare lo stile musicale che più ritenessero adatto per rivisitare le canzoni, e ha cantato solo brevi strofe delle canzoni lasciando piena libertà agli altri cantanti.
Il 7 maggio 2013 Ruggeri pubblica il concept album Frankenstein, preceduto dal singolo "'Diverso dagli altri". Ruggeri prende ispirazione dal romanzo di Mary Shelley Frankenstein per parlare di emarginazione, solitudine e amore impossibile, immedesimandosi nel protagonista del romanzo e esprimendo tutta la sua rabbia e tristezza.
L'anno dopo collabora con il rapper e cantautore italiano Dargen D'Amico nella traccia È già contenuta nell'ultimo disco del rapper, Vivere aiuta a non morire. Il rapper ha poi contraccambiato la partecipazione cantando in un brano del nuovo album di Ruggeri: Frankenstein 2.0, remake con nuove sonorità dell'album uscito un anno prima e con aggiunti quattro nuovi brani, tra cui L'onda, estratto come singolo. «Ci tengo a sottolineare che Frankenstein 2.0 non è un semplice re-package del precedente album - spiega Ruggeri - sono le stesse canzoni ma con un impianto sonoro molto differente, risuonate e riarrangiate».

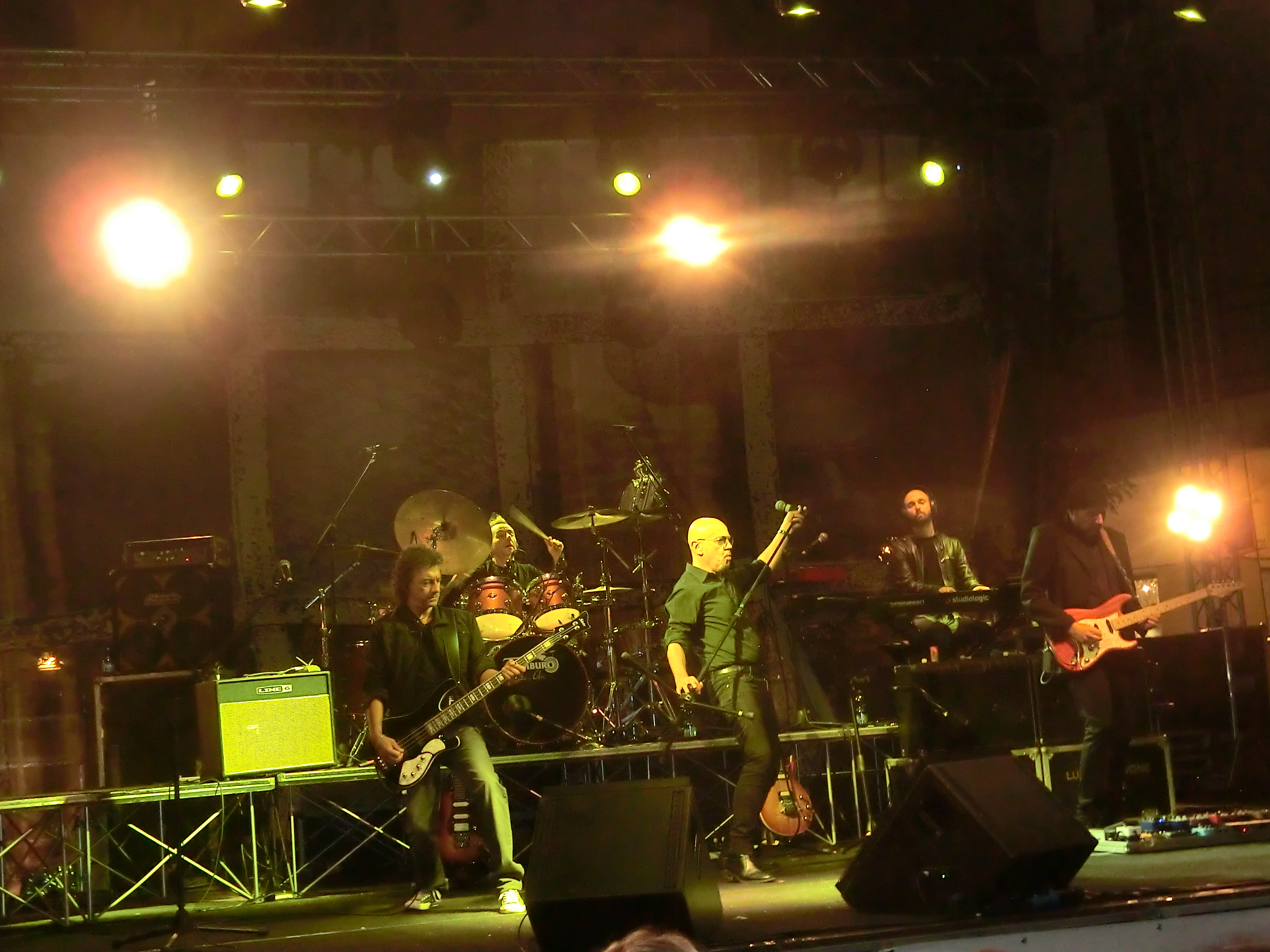
Enrico Ruggeri nel 2015, si riconoscono il bassista Fabrizio Palermo e Luigi Schiavone

L'11 luglio 2014 pubblica il singolo "In un paese normale" in una versione riarrangiata dal produttore Marco Barusso e con la partecipazione del duo comico Ale e Franz nel video ufficiale.
Il 28 settembre 2014 torna a suonare insieme a Silvio Capeccia e Fulvio Muzio (Decibel) a Milano, cantando sei brani dei Decibel fra cui la prima versione originale di "Vivo da Re" con il testo in inglese. Fra il pubblico presente Roberto Turatti (il batterista del primo LP dei Decibel).
Il 14 febbraio 2015 è ospite durante l'ultima serata del Festival di Sanremo condotto da Carlo Conti esibendosi con Tre Signori, inedito dedicato a Giorgio Gaber, Enzo Jannacci e Giorgio Faletti presente nel suo album uscito il medesimo anno dal titolo Pezzi di vita.
Il 1º e l'8 aprile 2015 è special coach nel programma The Voice of Italy per il team di J-Ax.
Il 13 dicembre 2015 viene annunciata la sua partecipazione alla 66ª edizione del Festival di Sanremo nella sezione "Campioni" con il brano Il primo amore non si scorda mai, prodotto da Marco Barusso con il quale si aggiudica il quarto posto e il Premio Lunezia come miglior testo fra quelli dei big in gara.

### 2016 - presente
Successivamente produce sempre da solista gli album Un viaggio incredibile (2016), Alma (2019) e La rivoluzione (2022).
Il 17 gennaio 2025 pubblica con Sony Music l'album di inediti La caverna di Platone.

### La reunion dei Decibel
Nel marzo 2017 esce l'album Noblesse oblige che segna la reunion dei Decibel con Fulvio Muzio e Silvio Capeccia.
Nel dicembre 2017 interpreta con i The Price On the Edge of Madness, canzone con un sound potente e oscuro in cui convergono l’alternative rock, il metal di matrice scandinava e la new wave anni ’80.
Nel 2017 canta "Canone Europeo" insieme a Renato Carpaneto degli Ianva.
Il 6 febbraio 2018 i Decibel ritornano al festival di Sanremo, a 38 anni di distanza, con la canzone Lettera dal Duca, dedicata a David Bowie.
Il 16 febbraio esce l'album L'anticristo, il secondo dalla reunion, il sesto del gruppo.

## Altre attività
Alla sua opera di musicista e interprete Ruggeri affianca sempre più frequenti attività come scrittore di romanzi, racconti e poesie e conduttore televisivo.
Nel 1989 pubblica La giostra (Forte Editore), nel 1994 , per pudore (pronunciato virgola per pudore), nel 1997 Racconti e poesie e nel 2000 Piccoli Mostri. Il 2011 è la volta del suo primo romanzo, intitolato Che giorno sarà, mentre l'anno successivo dà alle stampe Non si può morire la notte di Natale. Nell'ottobre 2014 viene operato per una diverticolite dell'intestino, degenerata in peritonite, ma sempre lo stesso mese pubblica il terzo romanzo, La brutta estate e ritorna ai concerti.
Nel 2006 inizia la sua prima esperienza televisiva, su Italia 1, con la conduzione della trasmissione Il bivio - Cosa sarebbe successo se..., durata oltre un anno e riproposta nel 2007 e 2008. Nel novembre 2008 gli viene affidato un secondo programma intitolato come una sua celebre canzone, Quello che le donne non dicono, talk show incentrato sulla conoscenza dell'universo femminile. Dal 1º luglio 2009 fino all'8 gennaio 2010, sempre su Italia 1, ricopre per due stagioni il ruolo di conduttore della trasmissione Mistero (posto che lascerà successivamente a Raz Degan). Proprio sulle medesime tematiche trattate da questo programma, pubblica nel 2010, insieme a Candido Francica, il libro Alieni. Un mistero fra noi. Dal settembre 2010 entra a fare parte della giuria del talent show X Factor di RAI 2. In questo contesto è autore, insieme a Fabrizio Palermo, dell'inedito Atlantide, cantato per la prima volta dal duo Kymera in occasione della semifinale del programma, il 16 novembre 2010. Nel 2013 Ruggeri partecipa a Canzonissima all'interno de I migliori anni su RAI 1 e conduce su RAI 5 I leggendari. Nell'inverno dello stesso anno e nella primavera 2014 torna in onda su Italia 1 conducendo in prima serata insieme a Marco Berry il programma Lucignolo.

Riguardo alle sue convinzioni politiche (spesso è stato avvicinato alla destra, per alcune prese di posizione contro l'ambiente musicale politicizzato degli anni settanta, nonostante le sue smentite sulla presunta appartenenza a quest'area) ha dichiarato:
Tuttavia, alle elezioni politiche del 1994, ha esplicitamente appoggiato il Polo delle libertà, nella fattispecie la Lista Pannella, che in quella tornata elettorale risultava alleata con la coalizione di centrodestra.
Il 6 luglio 2011 è tra i principali firmatari dell'appello promosso dalla SIAE atto a sostenere l'azione di lobby affinché venga difesa e approvata, nella sua prima e più stringente stesura, la delibera AgCom (presieduta da Corrado Calabrò) 668/2010; delibera che dichiara lo scopo di combattere possibili violazioni del diritto d'autore e di proteggere gli interessi economici legati all'industria discografica e del multimediale in rete; grazie a questa delibera, all'Autorità per le Garanzie nelle Comunicazioni, semplice autorità amministrativa indipendente di nomina politica, si dovrebbe dare il potere di bloccare, oscurare, censurare o cancellare qualsiasi sito
sospettato di violare un copyright, tramite una semplice azione amministrativa (anche indotta dalla segnalazione della lobby che si ritenesse danneggiata), senza il bisogno di una previa azione dell'autorità giudiziaria che dovrebbe appurare l'effettiva presenza del reato.
Nel 2015 inizia su Radio 24 la conduzione di una trasmissione quotidiana, intitolata Il falco e il gabbiano (dalle 15 alle 16), e nell'agosto dello stesso anno gli viene conferita la cittadinanza onoraria di Marotta, località balneare in provincia di Pesaro e Urbino, cittadina da lui abitualmente frequentata fin dall’adolescenza, ed alla quale ha confidato di essersi ispirato per comporre il brano “il mare d’inverno”, canzone portata al successo da Loredana Bertè.
Appassionato di calcio, è presidente e calciatore della Nazionale cantanti, squadra impegnata in attività di solidarietà, della quale fa parte dal 1984. 
Il 16 aprile 2021 viene ingaggiato dal Sona, club veneto di Serie D nel quale gioca Maicon, suo idolo che giocava nell’Inter, la squadra di cui è tifoso. Il 6 giugno seguente, all’età di 64 anni, fa il suo esordio con la maglia numero 10 nella partita contro la Tritium giocando i primi 9 minuti prima di uscire dal campo; esaudisce così il suo sogno di giocare con il brasiliano e diventa il giocatore più anziano a giocare in Serie D.
Nel 2023 prende parte a La memoria delle emozioni, un docufilm sull'Alzheimer per il quale scrive il brano "Dimentico", con annesso un videoclip realizzato sempre da Libero Produzioni.

## Vita privata
Nel 1986 sposa Laura Ferrato, da cui divorzierà nel 1994, quando conosce l'attuale compagna, la cantautrice Andrea Mirò.
Dal matrimonio con la Ferrato è nato Pier Enrico, detto Pico, anch’egli cantante, noto come Pico Rama. Dalla relazione con la Mirò sono nati Ugo Federico Benedetto ed Eva Clara.

## Discografia

### Da solista

#### Album in studio
- 1981 – Champagne Molotov
- 1983 – Polvere
- 1984 – Presente studio-live
- 1985 – Tutto scorre
- 1986 – Enrico VIII
- 1988 – La parola ai testimoni
- 1989 – Contatti
- 1990 – Il falco e il gabbiano
- 1991 – Peter Pan
- 1994 – Oggetti smarriti
- 1996 – Fango e stelle
- 1997 – Domani è un altro giorno
- 1999 – L'isola dei tesori
- 2000 – L'uomo che vola
- 2003 – Gli occhi del musicista
- 2005 – Amore e guerra
- 2008 – Rock Show
- 2010 – La ruota
- 2012 – Le canzoni ai testimoni
- 2013 – Frankenstein
- 2014 – Frankenstein 2.0
- 2015 – Pezzi di vita
- 2016 – Un viaggio incredibile
- 2019 – Alma
- 2022 – La rivoluzione
- 2025 – La caverna di Platone

#### Album dal vivo
- 1987 – Vai Rrouge!
- 2001 – La vie en rouge

#### Raccolte
- 1993 – La giostra della memoria
- 2006 – Cuore, muscoli e cervello
- 2006 – Tutto Ruggeri rien ne va plus... (2 cd)
- 2009 – All in - L'ultima follia di Enrico Ruggeri

#### EP
- 1986 – Difesa francese
- 2020 – Una storia da cantare

### Con i Decibel

#### Album in studio
- 1978 – Punk
- 1980 – Vivo da re
- 2017 – Noblesse oblige
- 2018 – L'anticristo

## Opere letterarie

### Romanzi
- Che giorno sarà, Kowalski, 2011, ISBN 978-88-7496-695-0
- Non si può morire la notte di Natale, Baldini Castoldi Dalai Editore, 2012
- La brutta estate, Mondadori, Collana: Strade blu, 2014, ISBN 88-04-64905-4, ISBN 9788804649052
- Il professore nano, La nave di Teseo +, 2020, ISBN 9788893950503
- Un prezzo da pagare, Mondadori, 2016, ISBN 9788893950831

### Racconti e poesie
- La giostra, Forte Editore, 1989
- , per pudore, Carte Segrete, 1994
- Racconti e poesie, Stampa Alternativa, 1997
- Piccoli Mostri, Feltrinelli, 2000

### Altro
- La vie en Rouge, Milano, Sperling & Kupfer, 2000,
- Quante vite avrei voluto, Milano, Rizzoli, 2007,
- Alieni, Milano, Rizzoli, 2010, ISBN 978-88-17-03808-9
- Sono stato più cattivo  Milano, Mondadori, 2017
- 40 vite (senza fermarmi mai) , Milano, La nave di Teseo, 2024

## Partecipazioni al Festival di Sanremo

### Interprete
- Festival di Sanremo 1980: Contessa (con i Decibel) (Categoria unica - finalista)
- Festival di Sanremo 1984: Nuovo swing (Categoria Big - 19º posto)
- Festival di Sanremo 1986: Rien ne va plus (Categoria Big - 17º posto) (Vincitore del Premio della Critica)
- Festival di Sanremo 1987: Si può dare di più (con Umberto Tozzi e Gianni Morandi) (1º posto)
- Festival di Sanremo 1993: Mistero (1º posto)
- Festival di Sanremo 1996: L'amore è un attimo (15º posto)
- Festival di Sanremo 2002: Primavera a Sarajevo (5º posto)
- Festival di Sanremo 2003: Nessuno tocchi Caino (in coppia con Andrea Mirò) (4º posto)
- Festival di Sanremo 2010: La notte delle fate (Non finalista)
- Festival di Sanremo 2016: Il primo amore non si scorda mai (4º posto)
- Festival di Sanremo 2018: Lettera dal Duca (con i Decibel) (16º posto)

### Autore
- Festival di Sanremo 1984: Sonnambulismo (scritta per i Canton, categoria Nuove Proposte) (4º posto)
- Festival di Sanremo 1985: Volti nella noia (scritta per gli Champagne Molotov, categoria Nuove proposte) (n.f.)
- Festival di Sanremo 1987: Quello che le donne non dicono (scritta per Fiorella Mannoia, categoria Big) (8º posto) (Vincitore del Premio della Critica)
- Festival di Sanremo 1997: Padre nostro (scritta per gli O.R.O., categoria Big) (4º posto)
- Festival di Sanremo 2000: La canzone del perdono (scritta per Andrea Mirò, categoria Nuove Proposte) (4º posto)

## Programmi televisivi
- Il bivio - Cosa sarebbe successo se... (Italia 1, 2005-2008)
- Quello che le donne non dicono (Italia 1, 2008)
- Mistero (Italia 1, 2009-2010)
- X Factor (Rai 2, 2010) Giudice
- RadioItalia Live - Il concerto (Italia 1, 2012)
- I leggendari - Tra fiction e realtà (Rai Premium, 2013)
- I migliori anni (Rai 1, 2013) Concorrente
- Lucignolo 2.0 (Italia 1, 2013-2014)
- Sanremo Young (Rai 1, 2019) Giurato
- Musicultura (Rai 3, 2019; Rai 2, 2020-2022)
- Una storia da cantare (Rai 1, 2019-2020)
- Meraviglioso Modugno Show (Rai 1, 2022)
- Gli occhi del musicista (Rai 2, dal 2023)

## Filmografia

### Cinema
- Capitan Basilico, regia di Massimo Morini (2008)

### Televisione
- Belli dentro  – sitcom, episodio 05x14 (2008)
- La memoria delle emozioni, regia di Marco Falorni – docufilm (2023)

## Doppiaggio
- I Simpson: Rabbino Hyman Krustofsky (st.26 - in corso...)

## Radio
- Il falco e il gabbiano (Radio 24, 2015-2019)

## Collaborazioni
- Nel 1990 partecipa da autore alla 33ª edizione dello Zecchino d'Oro scrivendo "La canzone dei colori" con Luigi Schiavone. La canzone si classifica sesta nella giornata finale. Partecipa ancora nel 2022 alla manifestazione con Gioca con me papà, di cui scrive il testo e la musica.
- Con gli IANVA: Canone Europeo, contenuta nell'omonimo album (2017).   IANVA, Canone Europeo, su YouTube.
- Con Elio e le Storie Tese: Il vitello dai piedi di balsa, Il vitello dai piedi di balsa reprise, Lo stato A, lo stato B, Gimmi I., Cani e padroni di cani, Essere donna oggi, Pagano, Cassonetto differenziato per il frutto del peccato.
- Con Steve Rogers Band: scrive il testo Polvere d'oro, ballata contenuta nel disco Sono donne (1990).
- Con Andrea Mirò: Anna e il freddo che ha e Nessuno tocchi Caino; nel CD "A Pierangelo Bertoli" (2005) hanno cantato insieme "Il centro del fiume".
- Con Gianni Morandi e Umberto Tozzi: Si può dare di più e La canzone della verità.
- Con Massimo Di Cataldo: Se non avessi te.
- Con Frankie hi-nrg mc: Rivoluzione.
- Con Pino Scotto: Predatori della notte.
- Con i Buio Pesto: Clistero (cover ironico-demenziale di 'Mistero').
- Con Marco Masini: La Gente di cuore
- Con Statuto: Controcalcio
- Con i Pooh, Raf, Eros Ramazzotti e Umberto Tozzi: Tu vivrai (1990)
- Con Mimmo Locasciulli : "Con la memoria" e "Confusi in un playback"
- Con Riccardo Cocciante : "Gli amanti", "La lettera che non scriverò mai", "I miei amici stanno al bar", "Napoli no", "Indocina", "Il funambolo", "Il locale di jazz", "La musica senza perché".
- Con Dodi Battaglia : "La ragione e l'avventura", "Che temperamento!" e "Domani più su".
- Con Red Canzian : "Capita a volte che poi ci si trovi soli".
- Con Claudio Baglioni, Eugenio Finardi e Francesco Renga : "Lungo il viaggio".
- Con Shel Shapiro, Luigi Schiavone e Biagio Antonacci : "Canta ancora per me".
- Con Luigi Schiavone, : "La band"
- Con Massimo Ranieri, Diego Abatantuono e Paolo Maldini : "Italia ancora"
- Con Paolo Vallesi : Scrive il testo di "Respirando".
- Con Elsa Lila: Nel dicembre 2008 duettano nella canzone "Fluturimi i fundit", inclusa nella colonna sonora del film East West East - Volata finale del regista albanese Gjergj Xhuvani e pubblicata l'anno successivo nell'album All in - L'ultima follia di Enrico Ruggeri.
- Con Luca Bonaffini e Dario Gay: D(i)ario Gay - testi teatrali
- Con Sonohra: scrive il testo di "L'amante di lady Chat", contenuta nell'album La storia parte da qui (2012) e di "Il viaggio" (2014)
- Con Dargen D'Amico: nella canzone "È già" contenuta nell'album Vivere aiuta a non morire (2013)
- Con Zucchero Fornaciari: scrive il testo della canzone "Il volo di un angelo", cantata da Irene Fornaciari. Zucchero ne scrive la musica.
- Con Loretta Goggi: duetto nel brano "Poco più di niente" e scrive il testo di "Questo show".
- Con Annalisa Minetti: scrive il brano "Luce in me".
- Con Fiordaliso: scrive il brano "No more"
- Con Mia Martini: scrive il brano "Domani più su".
- Con Patty Pravo: scrive il brano "Strada per un'altra città".
- Con The Price: canta nel singolo d'esordio On the Edge of Madness, il singolo d’esordio del progetto solista del chitarrista Marco Barusso.